# 2型炎症
2型炎症（2がたえんしょう、Type 2 inflammation）は、免疫応答の型の一つである。その生理的機能は、寄生虫から体を守る事であるが、2型炎症反応の調節不全は、幾つかの疾患の病態生理に関与している。

## 概要
1986年に1型ヘルパーT細胞（Th1）と2型ヘルパーT細胞（Th2）が発見されて以来、両者が互いの活性を抑制し合い、そのバランスが免疫制御上重要であると考えられてきた。この考え方の下、アレルギー性疾患はTh2が過度に活性化した「Th2炎症」と呼ばれてきたが、2010年にナチュラルヘルパー細胞（NH細胞。ILC2細胞の一つ）が発見され、Th2サイトカイン（IL-5，IL-13）を大量に放出する事が判明し、喘息等の病態に関与する旨が明らかになるに連れて、Th2とILC2の双方を含む用語として「2型炎症」（免疫反応全体を指して「2型免疫」という）と呼ばれるようになった。

## 分子生物学的特徴
IL-25、IL-33、TSLPは、損傷を受けた上皮細胞から放出されるDAMPである。これらのサイトカインは、2型ヘルパーT細胞（Th2細胞）、2型自然リンパ系細胞（ILC2細胞）、樹状細胞の活性化を仲介する。Th2細胞とILC2細胞は、IL-4、IL-5、IL-13を分泌する。
IL-4は更に、CD4+T細胞をTh2サブタイプに分化させ、B細胞のIgEへのクラス変換を誘導する。IL-4とIL-13は好酸球の炎症部位への移動を促進し、IL-5は好酸球の移動と産生の両方を促進する。

## ヒト疾患における調節不全
2型炎症は、幾つかの慢性疾患に関与している。 
- 喘息[13][14]
- アトピー性皮膚炎[14]
- 鼻茸を伴う慢性副鼻腔炎[15]
- 好酸球性食道炎[16]

2型炎症性疾患を1つ持つ患者は、他の2型炎症性疾患を持つ可能性が高い。

## 薬剤のターゲット
2型炎症性疾患に関与する生体分子を標的とした医薬品が開発されている。
- IL-4特異的阻害薬：
  - アルトラキンセプト（英語版）
  - パスコリズマブ（英語版）
- IL-5特異的阻害薬：
  - ベンラリズマブ
  - メポリズマブ
  - レスリズマブ（英語版）
- IL-13特異的阻害薬：
  - レブリキズマブ（英語版）
  - トラロキヌマブ（英語版）
- IL-4・IL-13二重阻害薬：
  - デュピルマブ
- IgE阻害薬：
  - リゲリズマブ（英語版）
  - オマリズマブ